# Поульсен, Якоб
Я́коб Бе́ндикс Уд По́ульсен (дат. Jakob Bendix Uhd Poulsen; род. 7 июля 1983, Варде, Рибе) — датский футболист, выступал на позиции полузащитника; тренер. Играл за сборную Дании.

## Клубная карьера
Поульсен начал свою карьеру в датском клубе «Эсбьерг», за который отыграл 4 года. Затем, в возрасте 22 лет, перешёл в нидерландский «Херенвен», заключив с ним контракт на 3,5 года. Однако, не сумев закрепится в основном составе, Поульсен, отыграв за «Херенвен» лишь 2,5 сезона, в 2008 году возвратился в Данию. В Дании он стал игроком основного состава клуба «Орхус», играя в котором, был признан лучшим игроком датской Суперлиги в 2009 году. В январе 2010 года Поульсен был близок к переходу в «Лацио», однако отказался менять клуб до чемпионата мира. В августе 2010 года стал игроком «Мидтьюлланна».
В июне 2012 года Поульсен перешёл во французский «Монако», заключив с монегасками трёхлетний контракт.
Вернулся в «Мидтьюлланн» в сезоне 2013/14. Выступал в клубе до 2018/19 в статусе капитана команды.
После 5 лет в «Мидтьюлланне» уехал доигрывать в Австралию, где спустя год завершил карьеру.

## Карьера в сборной
Дебют Поульсена в сборной произошёл 11 февраля 2009 года в матче со сборной Греции. Всего в составе сборной Поульсен провёл 35 матчей, в которых забил 2 гола. Поульсен попал в заявку сборной Дании на чемпионат мира 2010.

## Статистика

### Матчи Поульсена за сборную Дании
| Матчи Поульсена за сборную Дании | Матчи Поульсена за сборную Дании | Матчи Поульсена за сборную Дании | Матчи Поульсена за сборную Дании | Матчи Поульсена за сборную Дании | Матчи Поульсена за сборную Дании |
| -------------------------------- | -------------------------------- | -------------------------------- | -------------------------------- | -------------------------------- | -------------------------------- |
| №                                | Дата                             | Соперник                         | Счёт                             | Голы Поульсена                   | Соревнование                     |
| 1                                | 11 февраля 2009                  | Греция                           | 1:1                              | —                                | Товарищеский матч                |
| 2                                | 1 апреля 2009                    | Албания                          | 3:0                              | —                                | Чемпионат мира 2010 (отбор)      |
| 3                                | 6 июня 2009                      | Швеция                           | 1:0                              | —                                | Чемпионат мира 2010 (отбор)      |
| 4                                | 12 августа 2009                  | Чили                             | 1:2                              | —                                | Товарищеский матч                |
| 5                                | 5 сентября 2009                  | Португалия                       | 1:1                              | —                                | Чемпионат мира 2010 (отбор)      |
| 6                                | 9 сентября 2009                  | Албания                          | 1:1                              | —                                | Чемпионат мира 2010 (отбор)      |
| 7                                | 10 октября 2009                  | Швеция                           | 1:0                              | 1                                | Чемпионат мира 2010 (отбор)      |
| 8                                | 14 октября 2009                  | Венгрия                          | 0:1                              | —                                | Чемпионат мира 2010 (отбор)      |
| 9                                | 14 ноября 2009                   | Республика Корея                 | 0:0                              | —                                | Товарищеский матч                |
| 10                               | 18 ноября 2009                   | США                              | 3:1                              | —                                | Товарищеский матч                |
| 11                               | 27 мая 2010                      | Сенегал                          | 2:0                              | —                                | Товарищеский матч                |
| 12                               | 1 июня 2010                      | Австралия                        | 0:1                              | —                                | Товарищеский матч                |
| 13                               | 5 июня 2010                      | ЮАР                              | 0:1                              | —                                | Товарищеский матч                |
| 14                               | 19 июня 2010                     | Камерун                          | 2:1                              | —                                | Чемпионат мира 2010              |
| 15                               | 24 июня 2010                     | Япония                           | 1:3                              | —                                | Чемпионат мира 2010              |
| 16                               | 26 марта 2011                    | Норвегия                         | 1:1                              | —                                | Чемпионат Европы 2012 (отбор)    |
| 17                               | 29 марта 2011                    | Словакия                         | 2:1                              | —                                | Товарищеский матч                |
| 18                               | 11 октября 2011                  | Португалия                       | 2:1                              | —                                | Чемпионат Европы 2012 (отбор)    |
| 19                               | 15 ноября 2011                   | Финляндия                        | 2:1                              | —                                | Товарищеский матч                |
| 20                               | 29 февраля 2012                  | Россия                           | 0:2                              | —                                | Товарищеский матч                |
| 21                               | 26 мая 2012                      | Бразилия                         | 1:3                              | —                                | Товарищеский матч                |
| 22                               | 2 июня 2012                      | Австралия                        | 2:0                              | —                                | Товарищеский матч                |
| 23                               | 13 июня 2012                     | Португалия                       | 2:3                              | —                                | Чемпионат Европы 2012            |
| 24                               | 17 июня 2012                     | Германия                         | 1:2                              | —                                | Чемпионат Европы 2012            |
| 25                               | 15 августа 2012                  | Словакия                         | 1:3                              | —                                | Товарищеский матч                |
| 26                               | 12 октября 2012                  | Болгария                         | 1:1                              | —                                | Чемпионат мира 2014 (отбор)      |
| 27                               | 16 октября 2012                  | Италия                           | 1:3                              | —                                | Чемпионат мира 2014 (отбор)      |
| 28                               | 14 ноября 2012                   | Турция                           | 1:1                              | —                                | Товарищеский матч                |
| 29                               | 5 марта 2014                     | Англия                           | 0:1                              | —                                | Товарищеский матч                |
| 30                               | 22 мая 2014                      | Венгрия                          | 2:2                              | —                                | Товарищеский матч                |
| 31                               | 25 марта 2015                    | США                              | 3:2                              | —                                | Товарищеский матч                |
| 32                               | 13 июня 2015                     | Сербия                           | 2:0                              | 1                                | Чемпионат Европы 2016 (отбор)    |
| 33                               | 4 сентября 2015                  | Албания                          | 0:0                              | —                                | Чемпионат Европы 2016 (отбор)    |
| 34                               | 7 сентября 2015                  | Армения                          | 0:0                              | —                                | Чемпионат Европы 2016 (отбор)    |
| 35                               | 11 октября 2015                  | Франция                          | 1:2                              | —                                | Товарищеский матч                |

Итого: 35 матчей / 2 гола; 12 побед, 10 ничьих, 13 поражений.

## Достижения
- «Монако»
  - Чемпион Второй лиги Франции: 2012/13
- «Мидтьюлланн»
  - Чемпион Дании (2): 2014/15, 2017/18
  - Обладатель Кубка Дании: 2018/19
- Игрок года в Суперлиге Дании: 2009